# Principato di Chimay

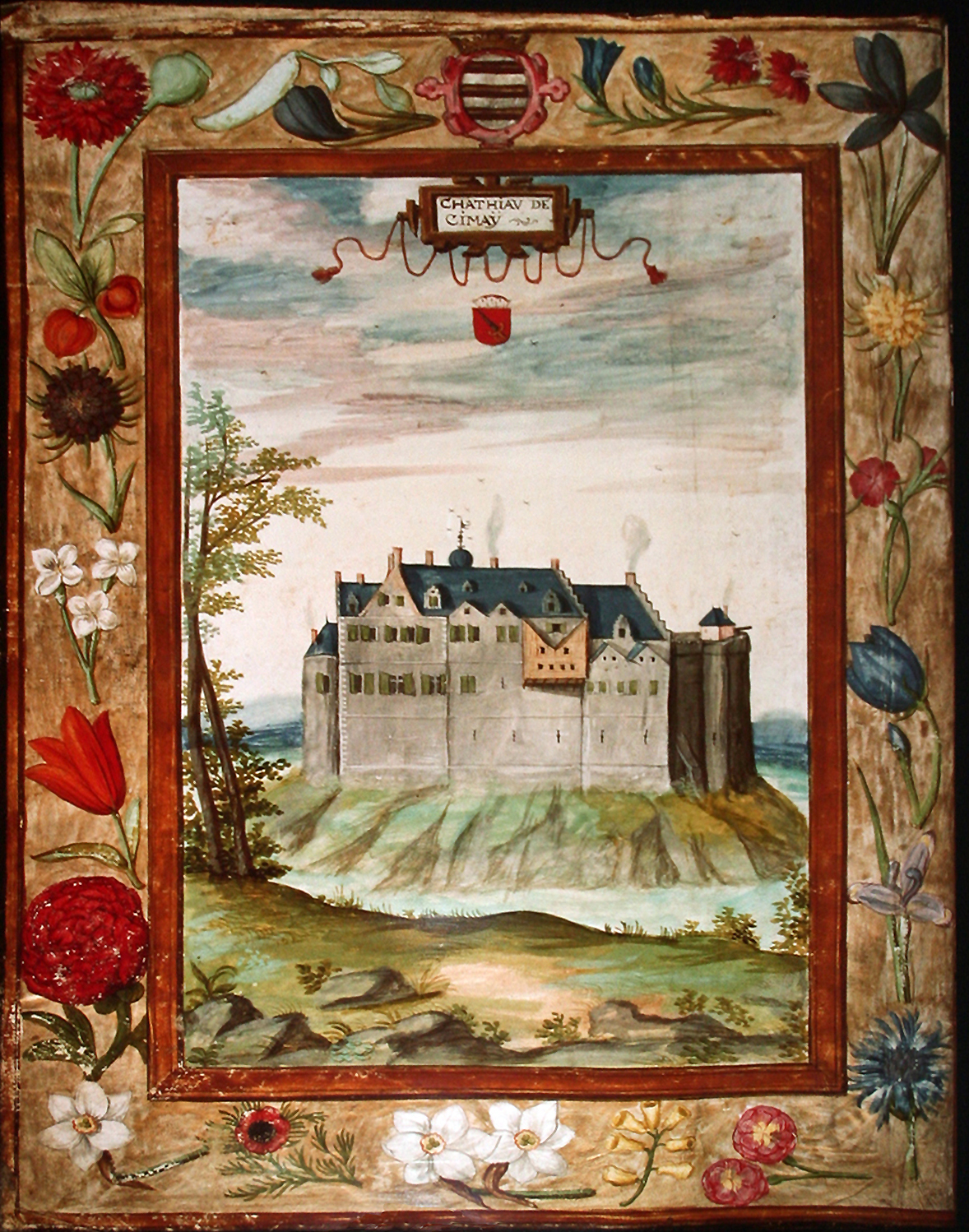
Castello di Chimay

Il principato di Chimay è un principato storico attualmente collocato in Belgio, le cui origini risalgono all'XI secolo.
Chimay, nella provincia di Hainaut, è ancora oggi un principato dove risiedono i discendenti dei Principi di Chimay, famiglia che ha lasciato un segno notevole.
Propriamente bisognerebbe parlare di più famiglie imparentate tra loro essendo un feudo (contea elevata a Principato nel 1486) ereditabile anche in linea femminile, primi furono i Croÿ (conti dal 1380, principi dal 1486 al 1612), poi i Ligne del ramo di Arenberg (dal 1612 al 1691), poi gli Hénin-Liétard, detti anche d'Alsace perché discendenti dei langravi d'Alsazia (fino al 1804), quindi i Riquet (dal 1804 in teoria, titolo riconosciuto nel 1824 dopo il periodo napoleonico) che ne sono tuttora i titolari.
Nel Settecento i principi di Chimay vissero in gran parte alla Corte francese e ancora oggi un appartamento di dodici stanze della Reggia di Versailles porta il nome dei Chimay. Tra le dame di Corte celebre fu la principessa Laura, nata FitzJames (suo bisnonno era re Giacomo II d'Inghilterra), una delle migliori amiche della regina  Maria Antonietta.
Su una delle fontane cittadine si trova la statua di Teresa Cabarrus, famosa come Madame Tallien, moglie di uno dei membri della casata, François-Joseph-Philippe de Riquet (primo dei Riquet ad ereditare il principato), signora conosciuta per i suoi numerosi intrighi amorosi ma soprattutto famosa per essere stata decisiva per la fine del regime del Terrore durante la rivoluzione francese con la caduta di Robespierre.
Tornando a tempi più recenti, la principessa Elisabeth de Caraman et de Chimay è molto conosciuta e apprezzata dagli abitanti: avendo personalmente concesso l'apertura al pubblico della sua dimora, il magnifico Castello di Chimay, la nobildonna è considerata una rispettata ambasciatrice della città.
Dal XIX secolo tutti i membri maschi del Casato sono Principi di Caraman o Caraman-Chimay (dal 2007 spetta anche alle donne della famiglia), grazie al principe Joseph de Riquet de Caraman (1808-1886), mentre solo il Capo della famiglia porta il titolo di Principe di Chimay.
Famoso come politico fu suo figlio ed erede, il principe Joseph (1836-1892), che fu ministro degli esteri del Belgio.
Tra gli ecclesiastici della famiglia forse il più importante fu il cardinale Thomas Philip Wallrad d'Alsace-Boussut de Chimay che fu il primate del Belgio per ben 44 anni (1715-1759).